# Abdul Kizmaz
Abdul Kizmaz (* 10. Mai 1992 in Neunkirchen) ist ein deutscher Fußballspieler, der seit Beginn des Jahres 2018 als Spielertrainer der SG Knopp/Wiesbach tätig ist.

## Karriere

### Jugend
Abdul Kizmaz begann mit dem Fußball in der Jugend des FC 08 Landsweiler-Reden. Danach ging er in die Jugend des SV Preußen Merchweiler. 2006 wechselte Kizmaz in die Jugend des 1. FC Saarbrücken. 2008/09 war er in der U-17 der Saarbrücker, die in der U-17-Bundesliga spielte, noch Stammspieler, in der Saison darauf kam er nur zu einem Einsatz im DFB-Junioren-Vereinspokal, gegen die U-19 des SV Eichede, bei dem ihm auch ein Treffer gelang.

### Aktivenbereich

#### 1. FC Saarbrücken
Zur Saison 2010/11 stieg er in die Reservemannschaft des 1. FC Saarbrücken auf. Sein Debüt für die zweite Mannschaft, die in der fünftklassigen Oberliga Südwest spielte, gab er am 1. August 2010, als er am ersten Spieltag bei der 1:2-Niederlage, gegen die Sportfreunde Eisbachtal, in der Anfangself stand und auch das komplette Spiel durchspielte. Kizmaz erarbeitete sich schnell einen Stammplatz in der Reserve. Seinen ersten Treffer für die Reserve machte er am 4. September 2010, als er am 8. Spieltag, beim 5:2-Sieg gegen die SV Alemannia Waldalgesheim, zum 4:2 traf. In derselben Saison kam er auch für die Profimannschaft zum Einsatz. Am 16. Oktober 2010 gab Kizmaz sein Profidebüt, als er am 12. Spieltag der 3. Liga beim 1:1-Unentschieden gegen VfR Aalen in der 87. Minute eingewechselt wurde. Am 7. Mai 2011 durfte Kizmaz auch seine erste Torvorlage im Profifußball bejubeln, als er am 37. Spieltag gegen den SV Babelsberg 03 in der 89. Minute den Treffer von Markus Fuchs zum 3:1-Endstand auflegte. Am Ende der Saison 2010/11 konnte er auf vier Einsätze in der 3. Liga zurückblicken. Für die zweite Mannschaft kam er in 26 Oberliga-Partien zum Einsatz, bei denen ihm auch drei Treffer gelangen. Im Laufe der Saison 2011/12 kam er zu 5 Einsätzen in der ersten Mannschaft und lief 13 mal für die zweite Mannschaft des FC Saarbrücken auf.

#### Borussia Neunkirchen
Zur Saison 2012/13 erhielt Kizmaz keinen neuen Vertrag in Saarbrücken und wechselte in die Oberliga zu Borussia Neunkirchen. Nach einem guten ersten Jahr spielte er mit Neunkirchen in den Folgejahren überwiegend gegen den Abstieg; 2015 geriet der Verein zudem in finanzielle Schwierigkeiten und stellte einen Insolvenzantrag. 

#### FSG Bous
Im Sommer 2016 verließ Kizmaz nach vier Jahren die Borussia wieder und wechselte zum saarländischen Verbandsligisten FSG Bous. Aber nach nur einem halben Jahr verließ er den Verein wieder. In 16 Spielen konnte er sechs Tore erzielen.

#### SV Saar 05 Saarbrücken
In der Winterpause 2016/17 wechselte er zum Oberligisten SV Saar 05 Saarbrücken. Hier kam er in einem Jahr auf insgesamt 25 Spiele (0 Tore). 

#### SG Knopp/Wiesbach
Seit Januar 2018 ist er als Spielertrainer der SG Knopp/Wiesbach in der neuntklassigen A-Klasse Pirmasens/Zweibrücken tätig.